# Qallocato
Qallocato is een dorp in het District Oodweyne, regio Togdheer, in de niet-erkende staat Somaliland (en dus de jure nog steeds gelegen in Somalië). Qallocato ligt 21,7 km ten noordwesten van de districtshoofdstad Oodweyne. Dorpen in de buurt zijn Getiitaley en Galoolley.